# Ulica Dynasy w Warszawie
Ulica Dynasy – ulica w śródmieściu Warszawy.
Zaczyna się przy Tamce na Powiślu, nieopodal Zamku Ostrogskich. Początkowy odcinek, do skrzyżowania z ulicą Zajęczą, jest dostępny tylko dla pieszych. Dalej ulica biegnie w górę skarpy, poniżej ul. Bartoszewicza (skąd schodzą trzy ciągi schodów), aż do ostrego zakrętu – za którym ulica przechodzi w ul. Oboźną w pobliżu bocznego wejścia na teren UW. Na całej długości ruch jest jednokierunkowy (pod górę), na górnym odcinku wyodrębniono kontrapas dla rowerów.

## Pochodzenie nazwy
Nazwa ulicy pochodzi od nazwiska księcia Karla Otto von Nassau-Siegena i jego posiadłości nazwanej przez warszawiaków Dynasami.

## Historia
Ulica Dynasy powstała w roku 1934 na terenach dawnych ogrodów należących wraz z pałacem przy ul. Sewerynów do rodziny Gozdzkich-de Nassau. Sam pałac spłonął w pożarze około roku 1778, i po tym okresie opuszczone ogrody zdziczały. Po śmierci kolejnego właściciela, Seweryna Uruskiego, jego córka księżna Maria Światopełk-Czetwertyńska wydzierżawiła w roku 1892 teren Dynasów Warszawskiemu Towarzystwu Cyklistów.
Wkrótce wybudowano tam tor kolarski według projektu Józefa Hussa oraz budynek głównej siedziby Towarzystwa, według projektu Stefana Szyllera. Sam tor został zastąpiony betonowym w roku 1921, i był używany do czasu zniwelowania go w roku 1939, zaś siedzibę Warszawskiego Towarzystwa Cyklistów w roku 1926 rozbudowano według projektu Franciszka Szymczaka. Nieco wcześniej, bo w roku 1896 przy Dynasach wystawiono według projektu Karola Kozłowskiego rotundę mająca służyć ekspozycji olbrzymiego obrazu Panorama Tatr, pędzla Stanisława Janowskiego. Rotunda była budowlą centralną, nakrytą namiotowym dachem. Na początku XX wieku, w roku 1902, wystawiono w niej jeszcze panoramiczny obraz Trzy dni Zbawiciela autorstwa Jana Styki; w późniejszym okresie, po roku 1910 rotunda została przebudowana na teatr i gościła na występach różne trupy, aż do przejęcia budynku przez Warszawer Idiszer Kunstteatr pod kierunkiem Idy Kamińskiej. Przebudowany w roku 1938 na stację obsługi samochodów budynek uległ zniszczeniu w roku 1944 i w tym stanie pozostaje do dziś.
Ostatecznie księżna Światopełk-Czetwertyńska sprzedała w roku 1929 cały teren dawnych ogrodów Towarzystwu Budowlano-Parcelacyjnemu „Dynasy“, co zaowocowało podzieleniem ich na mniejsze, szybko zabudowywane działki. Zachowane do dziś, wzniesione w latach 1938-1939 kamienice zawierają w sobie cechy zarówno luksusowego półmodernizmu, jak i funkcjonalizmu.

## Ważniejsze obiekty
- Kamienica Czesława Pukińskiego i Jerzego Niechaya (nr 8)